# И пришёл паук (фильм)
«И пришёл паук» (англ. Along Came a Spider) — американский триллер 2001 года в постановке Ли Тамахори. Главную роль исполняет Морган Фримен. Вольная экранизация одноимённого романа Джеймса Паттерсона и сиквел фильма «Целуя девушек».

## Сюжет
После того, как детектив и судебный психолог Алекс Кросс теряет контроль над спецоперацией, в результате чего погибает его напарница, он уходит в отставку. Алекс возвращается к работе в полиции, когда Меган Роуз, дочь сенатора Соединённых Штатов, похищена из своей эксклюзивной частной школы учителем информатики Гэри Сонеджи. Специальный агент Секретной службы США Джеззи Фланниган, ответственная за нарушение безопасности, объединяется с Кроссом, чтобы найти пропавшую девушку. Сонеджи связывается с Кроссом по телефону и сообщает о том, что один из кроссовок Меган находится в почтовом ящике детектива, тем самым представляя себя похитителем.
Кросс делает вывод, что этот человек одержим похищением Чарльза А. Линдберга-младшего в 1932 году и надеется стать таким же печально известным, как Бруно Гауптман, совершив новое «преступление века», которое Алекс включит в свою книгу. Похищение Меган оказывается только частью реального плана Сонеджи: похитить Дмитрия Стародубова, сына российского президента, и тем самым обеспечить себе ещё большую дурную славу.
После того, как Кросс и Фланниган сорвали его второй заговор похищения, предполагаемый звонок от похитителя требует, чтобы Кросс доставил выкуп в размере 10 миллионов долларов в алмазах, следуя запутанному лабиринту звонков, сделанных в телефонные будки, разбросанные по всему городу. Следуя указаниям, Кросс в конечном итоге бросает драгоценные камни из окна быстро движущегося поезда метро к фигуре, стоящей у путей.
Позже Сонеджи прибывает в дом Фланниган и сталкивается с Кроссом после того, как поразил Фланниган тазером. Поскольку Сонеджи не отреагировал на устный комментарий Кросса о получении суммы выкупа, детектив понимает, что похититель не знает о требовании и получении выкупа. Сонеджи пытается уйти с Фланниган, но Алекс убивает его. Кросс понимает, что кто-то ещё обнаружил Сонеджи задолго до того, как тот осуществил преступный план.
Исследуя данные на персональном компьютере Фланниган, он находит достаточно доказательств того, что Фланниган и её коллега, агент Секретной службы Бен Дивайн использовали Сонеджи в качестве пешки в своём собственном заговоре, чтобы собрать выкуп за Меган. Алекс следит за ними до уединённого фермерского дома, где Фланниган убивает Дивайна, и теперь намерена убить Меган. Кросс останавливает её, стреляя ей в сердце.

## В ролях
| Актёр               | Роль               |
| ------------------- | ------------------ |
| Морган Фримен       | Алекс Кросс        |
| Моника Поттер       | Джеззи Флэнниган   |
| Майкл Уинкотт       | Гэри Сонеджи       |
| Дилан Бейкер        | Олли Макартур      |
| Мика Бурем          | Меган Роуз         |
| Билли Берк          | Бен Дивайн         |
| Антон Ельчин        | Дмитрий Стародубов |
| Джей О. Сэндерс     | Кайл Крэйг         |
| Майкл Мориарти      | сенатор Хэнк Роуз  |
| Пенелопа Энн Миллер | Элизабет Роуз      |
| Тамара Таггарт      | репортёр           |

## Награды и номинации
BMI Film & TV Awards
2002. Победитель — BMI Film Music Award (Джерри Голдсмит)
Image Awards
2002. Номинация — Outstanding Actor in a Motion Picture (Морган Фримен)

## Отзывы
Критики оценили фильм средне. На сайте-агрегаторе Rotten Tomatoes картина имеет рейтинг 32 % на основании 126 критических отзывов. На сайте Metacritic рейтинг фильма составляет 42 из 100 на основании 21 отзыва.
Роджер Эберт из Chicago Sun-Times дал фильму смешанные 2 звезды из 4, назвав его «пронизанным лазейками, граничащим с бессмысленностью». Он написал: «Мне интересно, поскольку доктор Алекс Кросс такой блестящий, почему он не замечает зияющих логических дыр в самой ткани истории, которую он занимает?» Тем не менее Эберт считал игру Фримена похвальной: «Может быть, актёрам следует давать Оскар не за хорошие фильмы, в которых они побеждают, а за слабые фильмы, в которых они выживают».